# Pascal Moma
Pascal Moma, originaire de la région du Nord-Ouest du Cameroun est un acteur du cinéma camerounais.

## Biographie

### Enfance et Débuts
Pascal Moma est acteur depuis plus de 12 ans et a joué dans plusieurs films avec et sans les acteurs de son pays.

## Carrière
De parts son rôle d'acteur du cinéma, Pascal Moma est également le président de la National Actors Guild Of Cameroon(NAGCAM), une entité dépendant de l'industrie cinématographique camerounaise(CFI), tout comme toute autre guilde des éditeurs. Il est élu par la majorité des voix lors de la première élection démocratique le 12 octobre 2013 à Limbé, dans la région du Sud-Ouest du Cameroun puis suivi d'une installation en novembre de la même année à l’hôtel Azam, à Bamenda.

## Filmographie
Pascal Moma Gamih est acteur connu pour Night in the Grass Field(2017), une réalisation de Tanwie Elvis en anglais est un film de 1 heure 52 minutes, Forsaken Rose(2008), un film dramatique en anglais réalisé par Lawrence Neba et The Great Obligation(2010).
En plus de cela il participe à plusieurs autres films: Clash of Inheritance un film dramatique sortie en 2010, réalisé par Lawrence Neba. Pascal joue le rôle de Bakia, Troubled Kingdome, un film dramatique d'origine camerounais réalisé par Lawrence Neba en 2012, Jungle of Heirs en 2012 en tant que Maurice, University Girls en 2013 une réalisation de Mina Christine en anglais, un film de 1 heure 57 minutes.

### Télévision (séries)
- 2015: Bad Angel, une série télévisée en anglais une création de Godwin Nganah[9].